# Гнионица
Гнионица (серб. Гнионица / Gnionica) — село в общине Вукосавле Республики Сербской Боснии и Герцеговины. Население составляет 535 человек по переписи 2013 года.